# Shadow Tactics: Blades of the Shogun
Shadow Tactics: Blades of the Shogun è un videogioco stealth in tempo reale, sviluppato da Mimimi Productions e pubblicato da Daedalic Entertainment per Microsoft Windows il 6 dicembre 2016. Il gioco ha ricevuto tre German Developer Awards (miglior gioco tedesco, miglior gioco PC / console, miglior design di gioco).
Il gioco ha due tracce audio: inglese e giapponese. Titoli e menu sono localizzati in italiano.
In seguito è stata pubblicata una estensione stand-alone, Aiko's choice (la scelta di Aiko), ambientata tra due missioni del gioco principale. È disponibile solo con menu inglese, perché non è stata localizzata in italiano.

## Trama
Giappone, inizio periodo Edo (1603-1868). Il paese è stato in guerra per decenni, ma ora l’attuale shogun sta per concludere le ostilità. Rimane una fortezza, il castello di Osaka: il ninja Hayato di Iga è stato assunto per facilitare la presa del castello prima dell’attacco, aprendo il portone Yagura; tuttavia l’attacco inizia prima che Hayato termini la missione; rimasto bloccato, incontra un samurai, Oshiro Mugen, che lo aiuta ad avanzare, mentre dalla cima di una torre l’anziano cecchino Takuma li copre con il suo archibugio; i due fanno saltare il portone e le truppe entrano; Mugen saluta Hayato e ritorna nella mischia. Ma un ordine sbagliato di Yabu, comandante dell’armata, provoca il cannoneggiamento delle torri, compresa quella dove Takuma si è appostato; il cecchino cade e il suo corpo non verrà trovato.
Passano alcuni anni, mentre il paese comincia a riprendersi. Mugen contatta Hayato per affidargli un incarico; ci sono voci di una ribellione organizzata da qualcuno che si fa chiamare Kage-sama (Kage significa ombra, sama è un suffisso usato come titolo onorifico), e lo shogun ha scelto Mugen per indagare; Mugen è uno dei suoi fedelissimi, nonché maestro di spada del figlio Ryunosuke e del nipote Masaru (figlio di Noboru, il fratello dello shogun, uomo dal carattere forte e poco paziente). Hayato dovrà indagare su una spedizione di armi lungo la via Nakasendo; arrivato sul posto scopre che c’è in effetti un carico di armi da fuoco su carri, ed incontra una ladruncola, Yuki, che lo aiuta per sfuggire alle guardie; poi fa un segnale a Mugen che attende con i soldati; venendo del potenziale nella ragazzina, Mugen chiede ad Hayato di portarla.
Il samurai decide di usare le abilità di Yuki per rubare certi documenti ad un funzionario in vista, che non può uccidere senza prove di colpevolezza; questi si è rinchiuso in una villa dentro il villaggio di Imai e Yuki deve entrare da sola per aprire la porta a Mugen; presi i documenti, i due si allontanano. Leggendo le carte Mugen scopre due cose; il responsabile del trasporto è il daimyo Yabu, un nobile molto potente, che le fa costruire in un monastero sul monte Tsuru, usando i monaci come operai sotto minaccia armata; per migliorare le armi, Yabu costringe a lavorare anche il vecchio Takuma, sopravvissuto alla caduta. Mugen manda Hayato e Yuki a spiare la villa di Yabu, mentre lui parte per il monte Tsuru dove viene raggiunto da una sua alleata, la kunoichi Aiko (tra i due sembra esserci una relazione sentimentale); usando un travestimento da serva di Aiko, il samurai e la kunoichi arrivano a Takuma, che ha perso una gamba ad Osaka, ma è riuscito a costruirsi una protesi in legno; Yabu pretendeva che il cecchino istruisse i monaci nelle tecniche di costruzione delle armi da fuoco.
Takuma si aggrega al gruppo per vendicarsi di Yabu e va alla sua villa con Yuki e Hayato; il daimyo ha saputo dei documenti perduti e ha fatto rafforzare le difese, ma Takuma ha un nuovo trucco; ha costruito un fucile silenzioso smontabile in due pezzi, costituiti dalla gamba artificiale e dal bastone che usa per camminare, e può farsi aiutare da Kuma, il suo tanuki ammaestrato; il trio riesce ad uccidere Yabu (scegliendo tra avvelenare il suo the o sparargli col fucile), ma prima scopre che Yabu non è Kage-sama. Tuttavia, l’armata ribelle ha accumulato armi e munizioni a sufficienza per attaccare in campo aperto; il generale Okkoto inizia a razziare i villaggi e sequestrare viveri; lo shogun manda Noboru con un esercito ad affrontare i ribelli; in più mette il gruppo di Mugen ai suoi ordini. In segreto, Mugen viene incaricato dallo shogun di nascondere il figlio Ryunosuke e tacere il luogo a tutti.
Noboru ordina ai 5 di raccogliere informazioni sull’armata; divide il gruppo in due, spedendoli in due villaggi: Hida e Suganuma. Hayato, Aiko e Yuki entrano di notte nel villaggio di Hida, conquistato dai ribelli; riescono a origliare le conversazioni dei soldati e dello stesso Okkoto, che progetta di conquistare il castello di Kanazawa e trincerarsi là fino all’arrivo di un’altra armata di Kage-sama; Hayato e Aiko vorrebbero seguire il generale, ma uno di loro deve tornare indietro ad avvertire Noboru; Yuki si offre volontaria e Hayato convince Aiko, timorosa che Yuki sia troppo giovane per l’incarico; intanto Aiko si travestirà da concubina per avvicinare Okkoto, mentre Hayato sorveglierà da lontano. Ma sulla strada per il campo Yuki trova Kuma, con il pelo sporco di sangue; temendo per Takuma e Mugen, segue l’animale fino a Suganuma. Mugen è stato preso prigioniero, ma Takuma è ancora libero; il cecchino e la ladra liberano il samurai, e tutti e 3 liberano i pochi contadini non uccisi.
Intanto, Okkoto ha conquistato Kanazawa; Noboru sta assediando il posto, e manda il gruppo ad aprire la strada; mente Aiko resta a consigliare Noboru, gli altri uccidono gli ufficiali che danno ordini e avvicinano il generale Okkoto, che sconfitto da Mugen commette seppuku e in cambio rivela quello che sa: Kage-sama si è alleato con Yabu e Okkoto per riportare il paese in guerra, poiché i samurai prosperano solo in battaglia; ma la morte di Yabu ha rovinato i piani dei cospiratori; Mugen intuisce che Kage-sama ha lasciato Okkoto a morire da solo. Nella tenda c’è una mappa, che porta ad un campo nascosto dove Okkoto e Yabu incontravano Kage-sama; Mugen decide di tornare da Noboru e dallo shogun a prendere ordini.
A Edo, Noboru suggerisce che Mugen si occupi personalmente di Kage-sama, e lo shogun accetta la richiesta. Il gruppo trova il campo e riesce a raggiungere Kage-sama, ma l’uomo è un impostore! Tutta la storia è una trappola per prendere prigionieri i cinque compagni; il vero Kage-sama è Noboru, stanco di seguire una politica pacifica e inadatta a lui imposta dal fratello; poiché Mugen e i suoi amici hanno sventato una ribellione visibile, Noboru ha abbandonato Okkoto al suo destino e ha cospirato per dividere il gruppo e catturarli facilmente, pazientando fino ad ora. Lo scopo è estorcere a Mugen il nascondiglio di Ryunosuke; Mugen è disposto a sacrificare se stesso, ma non i suoi amici, e così cede.
Noboru porta tutti al nascondiglio di Ryunosuke sul monte Tsuru, che viene ucciso dal cugino Masaru; poi lascia Mugen da solo, sapendo di aver distrutto il suo spirito di samurai; gli altri vengono incarcerati e sorvegliati poco lontano, ma riescono a scappare; Mugen è annichilito e decide di commettere seppuku, nonostante le proteste di Yuki; Aiko, che lo conosce bene, non lo ferma ma gli rivela qualcosa all’orecchio, e Mugen è confortato dal segreto; morto Mugen, Aiko prende il comando e il gruppo lascia il monte Tsuru. Tuttavia Noboru li incastra per le morti di Mugen e Ryunosuke.
Per discolparsi, i quattro compagni si mettono alla ricerca di Masaru, colpevole materiale della morte di Ryunosuke; Hayato e Aiko vanno a Matsuyama, dove il ragazzo passa il tempo alle terme, e lo rapiscono; Takuma prepara una pozione per farlo parlare, ma Masaru sa poco dei piani di Noboru. Per scagionarsi dalle accuse, Aiko decide di portare Masaru dallo shogun: se confessasse davanti a lui, allora la versione del gruppo sarebbe creduta! Però lo shogun ha lasciato Edo per raggiungere Kyoto e visitare l’Imperatore. Hayato, Aiko, Yuki e Takuma rincorrono il convoglio (composto da circa 300.000 uomini) e trovano al passo Myogi, sopra una montagna innevata; sono costretti a superare le guardie e i samurai per entrare nella tenda dello shogun; ascoltata la confessione di Masaru, lo shogun scagiona i quattro e li incarica di trovare e uccidere il fratello.
Noboru si è rinchiuso nel castello di Sunpu, la sua dimora personale; il gruppo deve superare molti uomini e le mura della fortezza per arrivare sulla torre più alta, dove uno di loro ucciderà il traditore. Alla fine, i 4 fanno una parte della strada assieme, per poi separarsi uno alla volta; Aiko fa rapporto allo shogun.
La storia ufficiale terrà il ruolo dei compagni di Mugen fuori dai documenti ufficiali; per tutti, Noboru si è suicidato dopo essere stato rinchiuso in casa dal fratello. Lo shogun avrà un altro figlio che gli succederà, e la sua famiglia manterrà il potere per altri due secoli, nonostante altre cospirazioni e altre ribellioni.

### espansione: Aiko's Choice
Nel lasso di tempo tra la sconfitta del generale Okkoto a Kanazawa e l'infiltrazione nel campo segreto di Kage-sama, le Lame dello Shogun si sono ritrovate a Nagoya nel rifugio di Mugen, e qui ricevono una visita inattesa: lady Chiyo, anziana maestra di Aiko nelle arti delle kunoichi, ha ricevuto l'incarico di fermarli da Kage-sama; la donna ha un piccolo esercito di soldati prestato da Kage-sama, e rapisce Yuki e Takuma, ma Mugen, Hayato e Aiko riescono a scappare. Sfuggiti agli inseguitori raggiungono Yuki in tempo, ma non il vecchio Takuma, che è stato imbarcato su una nave portoghese carica di armi; tuttavia il cecchino si libera dalla sua gabbia con l'aiuto di Kuma, mentre la nave è nella baia di Ise, e lascia un segno dietro di sè per farsi rintracciare; quando i compagni raggiungono la nave sulla costa di Koba, lo fanno scendere in sicurezza; dopo aver distrutto il carico d'armi scaricato dalla nave, cercano tracce di lady Chiyo a Matsuyama. Aiko scopre che la sua insegnante è a Hana Gakuen, il complesso dove istruiva un tempo le sue allieve; la kunoichi porta i compagni nella sua vecchia scuola, guidandoli tra le trappole e i tunnel; i suoi amici la assistono come possono, ma alla fine solo lei potrà avvicinare lady Chiyo, organizzando una imboscata con due metodi alternativi (veleno o esplosivo).
Qualche giorno dopo, il gruppo si è accampato non lontano dal loro obiettivo, Kage-sama; il giorno dopo si infiltreranno; Aiko fa una passeggiata e scopre un mazzo dei suoi fiori preferiti, portati da lady Chiyo; la vecchia kunoichi è viva e in salute. Spiega che non era interessata a sostenere Kage-sama, nonostante una vecchia promessa fatta molto tempo prima; così ha usato la sua antica allieva e i compagni di lei per sbarazzarsi dei soldati che la seguivano, poi è sopravvissuta all'attentato di Aiko prevedendo come avrebbe agito; in questo modo è ufficialmente morta. Rivela anche che ha scoperto la gravidanza di Aiko (che la donna dopo confesserà solo a Mugen prima che lui si suicidi), e la mette di fronte ad una scelta: ucciderla o lasciarla andare. In entrambi i casi, Chiyo non reagirà e lascerà in pace lei e i suoi amici. Aiko fa la sua scelta e poi torna al campo, preparandosi per il giorno dopo.

## Modalità di gioco
Shadow Tactics: Blades of the Shogun è un gioco di strategia in tempo reale (RTS) con un'enfasi sulla furtività, avente un gameplay simile alla serie Commandos e Desperados, Il giocatore comanda una squadra di assassini e compie vari atti di spionaggio, sabotaggio e assassinio, come infiltrarsi in fortezze pesantemente sorvegliate ed eliminare nemici dall'interno, uccidere / catturare obiettivi speciali, rubare documenti importanti, ascoltare conversazioni per raccogliere informazioni, salvare altri personaggi, e via dicendo. Come nei tipici giochi di infiltrazione, è possibile vedere il campo visivo dei nemici e tendergli trappole e imboscate, all'interno di un sistema di gioco molto complesso e punitivo.